# Cellach mac Fáeláin
Pour les articles homonymes, voir Mac Fáeláin.
Cellach mac Fáeláin (mort en 966) est un roi de Leinster  du sept Uí Dúnchada des Uí Dúnlainge, une lignée des Laigin. Il est le 8e des 10 roi de ce sept ayant sa résidence royale à Líamhain (Lyons Hill (en), à la frontière entre le comté de Dublin et  celui Kildare). Il était le fils cadet de  Fáelán mac Muiredaig (mort en 942) et le frère de Lorcán mac Fáeláin (mort en 943) deux précédents monarques.

## Règne
Cellach mac Fáeláin, devient roi de Leinster en 958  après la mort de Tuathal mac Augaire, le fils de Augaire mac Aililla deux souverain du sept Uí Muiredaig,  dont le dernier avait lui-même été le prédécesseur de son père Fáelán mac Muiredaig. Il a comme successeur à sa mort en 966 Murchad mac Finn du sept Uí Fáeláin. Ces successions interviennent dans le cadre de l'alternance entre les trois septs de la lignée de  Uí Dúnlainge qui régit la dévolution au trône dans le royaume de Leinster à cette époque.